# Werner Stuber
Werner Stuber (n. 27 ianuarie 1900, Berna, Berna, Elveția – d. 7 februarie 1957, Berna, Berna, Elveția) a fost un sportiv ce a reprezentat Elveția, medaliat olimpic. A participat la 2 ediții ale Jocurilor Olimpice (1924, 1928) în care a câștigat o medalie de argint.